# Вибоїна

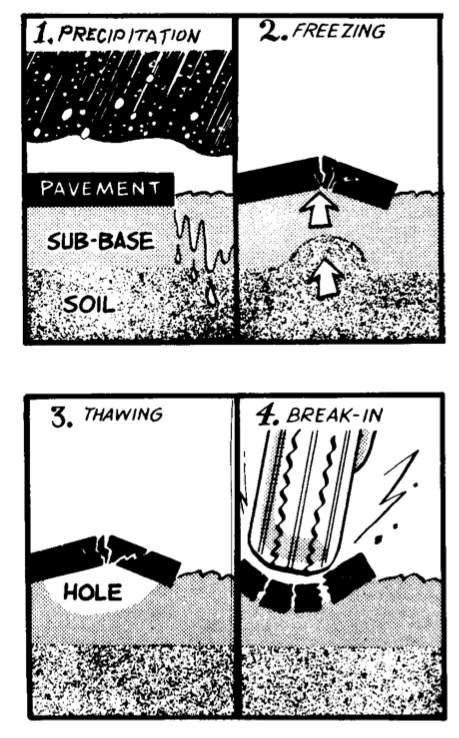
Окремі фактори, що призводять до виникнення вибоїн: 1. Опади додають вологи до опорної структури ґрунту. 2. Мороз може пошкодити покриття. 3. Відтавання може послабити структуру ґрунту. 4. Транспорт може порушити тротуар.

Вибоїна — яма від впливу води і транспорту на дорозі.

## Виникнення
Руйнування асфальтобетонного покриття виникають з кількох причин:
- Провали ґрунту під впливом великих навантажень і через слабку основу.
- Осад ґрунту через наявність великої водонасиченості.
- Руйнування навіть нового дорожнього покриття через гідроудари від коліс автомобілів.
- Руйнування верхнього покриття через знос, а також під впливом хімічно активних речовин (наприклад, використовуваних для більш швидкого танення снігу).
- Руйнування асфальту в зимовий період замерзаючою водою, що розширюється, виступає як вторинна причина.
- Зазвичай внаслідок перших чотирьох причин виникають тріщини та поглиблення, які розширюються завдяки трьом останнім факторам. Згодом асфальт кришиться і вимітається з ям, що утворилися.

## Ліквідація при ремонті доріг

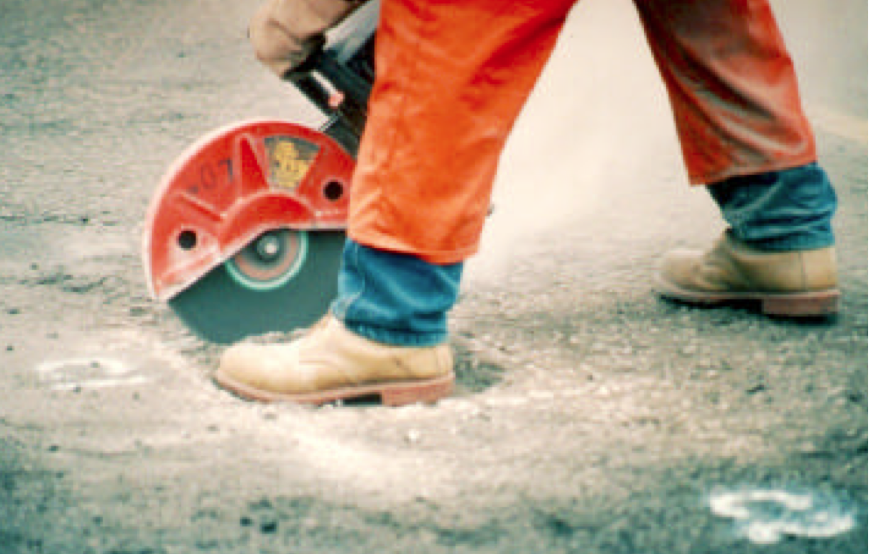
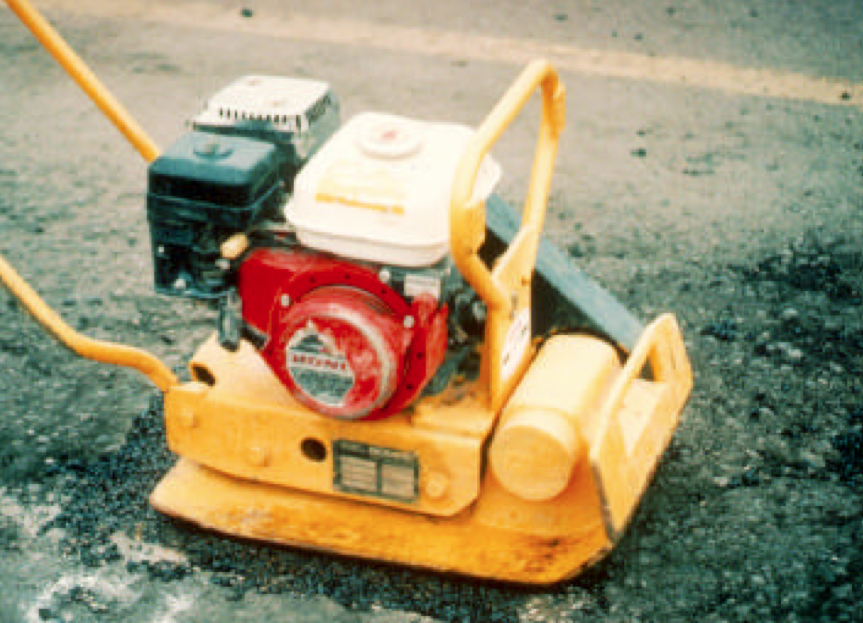
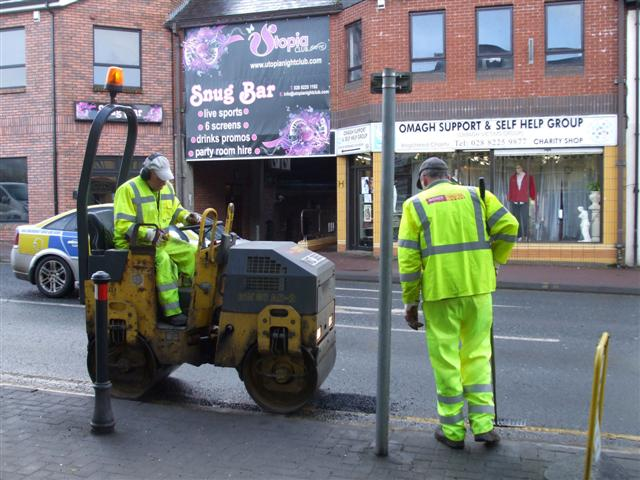